# يوسف جعيط
يوسف جعيّط: هو يوسف بن أحمد بن عثمان جعيط ولد بمدينة تونس عام 1246 هـ/1830م، وتوفي في ذي الحجة 1333 هـ/ أكتوبر 1915 م، سياسي تونسي أسندت إليه الوزارة الكبرى.

## أصوله وتكوينه
ينحدر يوسف جعيّط من عائلة علمية ودينية عريقة من تونس العاصمة، وتعود عائلة آل جعيّط بجذورها إلى مدينة القيروان. وقد حفظ القرآن قبل أن يلتحق بجامع الزيتونة عام 1260 هـ/ 1844 م ليتلقى تعليمه إعدادا له للقيام بوظيفة دينية مثل أسلافه، وقد بدأ مساره مدرسا بالزيتونة.

## مساره السياسي
انتهى يوسف جعيط بأن اجتذبه العمل بمصالح الدولة، وقد اختير للعمل كاتبا بوزارة الشؤون الخارجية، وقضى هناك عدة سنوات، حيث عمل بها إلى جانب الوزير جوزيف راف ذي الأصول الإيطالية، كما عمل إلى جانب الجنرال محمد البكوش. وقد ارتقى السلم الوظيفي، وقد كان حاضرا مع الباي يوم 12 ماي 1881 عند التوقيع على اتفاقية الحماية  وكان هو على رأس قسم الدولة للعدل، بمعنى أنه كان يتولى مهمة الحاكم الجنائي والمدني. ثم عين وزيرا للقلم والاستشارة. وفي عام 1908 عينه محمد الناصر باي وزيرا أكبر بعد وفاة مَحمد الجلولي، وفي مثل هذه الحالة فإن موافقة السلطات الفرنسية تكون ضرورية. غير أن سلطته كانت ضعيفة جدا بسبب هيمنة الإقامة العامة على الوزارات التونسية. وفي عهد تقلده الوزارة وقعت أولى التظاهرات الوطنية التونسية، وكان عليه مواجهة أحداث الجلاز في عام 1911 ومقاطعة الترامواي في مطلع العام الموالي 1912. وقد توفي بعيد ذلك عام 1915، وكان من الوزراء الذين حظوا بالدفن في تربة البايات الحسينيين بالمدينة العتيقة مثله مثل محمد العزيز بوعتور ومَحمد الجلولي ومحمد الطيب الجلولي ومصطفى الدنقزلي.

## من أعقابه
- ابنه المفتي محمد العزيز جعيط المتوفى في 5 جانفي 1970
- حفيده المفتي محمد كمال الدين جعيط المولود في 12 فيفري 1922

## إشارات مرجعية
1. ↑   https://www.leaders.com.tn/article/33392-mohamed-el-aziz-ben-achour-tourbet-el-bey. {{استشهاد ويب}}: |url= بحاجة لعنوان (مساعدة) والوسيط |title= غير موجود أو فارغ (من ويكي بيانات) (مساعدة)
2. ↑  http://tunisiecoloniale.blogspot.com/2007/02/43-chronolgie-des-vnements-de-la.html Chronolgie des événements de la signature du Protectorat Français (18ème Partie) نسخة محفوظة 2020-09-23 على موقع واي باك مشين.
3. ↑  http://www.alriyadh.com/372530 نسخة محفوظة 12 فبراير 2010 على موقع واي باك مشين. حوار لجريدة الرياض نشر في 6 سبتمبر 2008 مع الشيخ كمال الدين جعيط مفتي تونس في مشواره [وصلة مكسورة] "نسخة مؤرشفة". مؤرشف من الأصل في 2010-02-12. اطلع عليه بتاريخ 2010-09-17.{{استشهاد ويب}}:  صيانة الاستشهاد: BOT: original URL status unknown (link)
4. ↑  http://www.almultaka.net/ShowMaqal.php?cat=19&id=620 رشيد رضا نقلا عن أحميدة النيفر، في الفكر الإصلاحي المغاربي: القضايا والأعلام والمنهج نسخة محفوظة 2020-09-23 على موقع واي باك مشين.
5. ↑  http://archive.is/20120803035016/www.lapresse.tn/28082010/11489/promenade-dans-les-tourbas-de-tunis.html La Presse, 28 août 2010, "Promenade dans les tourbas de Tunis" نسخة محفوظة 2020-09-28 على موقع واي باك مشين.

| سبقه محمد الجلولي | وزير أكبر (تونس) 1908- 1915 | تبعه محمد الطيب الجلولي |